# Јосип Гуцмиртл
Јосип Гуцмиртл (16. март 1942, Осијек — 25. новембар 2009, Загреб) је био хрватски и југословенски фудбалер, који је играо на позицији везног играча.

## Каријера
Гуцмиртл је почео каријеру у родном Осијеку, у екипи Пролетера. Године 1964. прелази у Динамо Загреб, али се већ на самом почетку повредио, па због тога није играо 10 месеци. Специјалност у игри су му били голови из даљине. Са Динамом је освојио два Купа Југославије, 1965. и 1969, као и Куп сајамских градова 1966/67. што је једини досадашњи европски трофеј клуба.

## Трофеји
Динамо Загреб
- Куп сајамских градова: 1966/67.
- Куп Југославије: 1964/65, 1968/69.